# سافرون هندرسون
سافرون هندرسون (انگلیسی: Saffron Henderson؛ زادهٔ ۲۵ سپتامبر ۱۹۶۵) یک خواننده اهل کانادا است.